# 油羅溪
油羅溪是臺灣北部的溪流，為頭前溪的支流，河長26公里，流域面積178平方公里，分布於新竹縣 芎林鄉南端、橫山鄉中部及尖石鄉北部。主流發源於海拔1,914公尺之李崠山西側，先向西北流經八五山、樹林後，轉向西南流經嘉樂、麥樹仁、尖石，再轉向西北西流經內灣、油羅，於下公館附近與上坪溪會合，改稱為頭前溪。
油羅一名來自泰雅語，按日治初期臺北縣新竹支廳職員光永喜一的記載，源於當地部落對樟樹的稱呼「yuro」。

## 水系主要河川

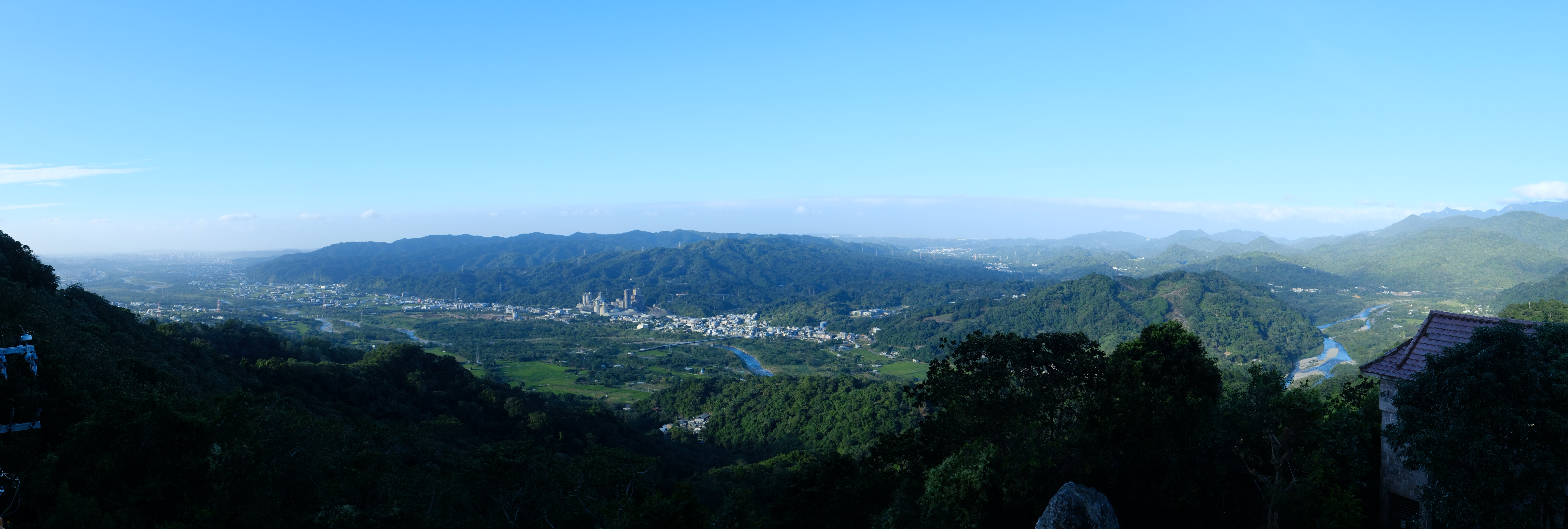
油羅溪(橫山鄉)

- 油羅溪：新竹縣芎林鄉、橫山鄉、尖石鄉
  - 粗坑溪：新竹縣橫山鄉
  - 馬胎溪：新竹縣尖石鄉
  - 那羅溪：新竹縣尖石鄉
    - 錦屏溪：新竹縣尖石鄉

  - 水田溪：新竹縣尖石鄉

## 主要橋樑
以下由河口至源頭列出主流上之主要橋樑：
- 內灣吊橋：新竹縣橫山鄉內灣村
- 內灣大橋：新竹縣橫山鄉內灣村